# Calochortus venustulus
Calochortus venustulus är en liljeväxtart som beskrevs av Edward Lee Greene. Calochortus venustulus ingår i släktet Calochortus och familjen liljeväxter.

## Underarter
Arten delas in i följande underarter:
- C. v. imbricus
- C. v. venustulus